# Оттон III (герцог Баварии)
Оттон III (нем. Otto I von Niederbayern, венг. Ottó; 11 февраля 1261, Бургхаузен — 9 сентября 1312, Ландсхут) — в 1290—1312 годах герцог Нижней Баварии из династии Виттельсбахов, являвшийся с 1305 по 1307 годы венгерским королём под именем Бела V. Правил Нижней Баварией, в разное время имея четырёх соправителей.

## Биография
Оттон был сыном Генриха XIII, и внуком герцога Оттона II. Благодаря его матери Елизавете Венгерской, он имел право на венгерский престол. По завещанию отца с 1290 года Оттон был единовластным герцогом Нижней Баварии, и даже его братья Стефан I и Людвиг III, которые были его соправителями, во всём подчинялись ему.
Одной из задач своей внешней политики Оттон видел присоединение Штирии. Он проводил антигабсбургскую политику, поэтому встал на сторону Адольфа Нассауского в борьбе против будущего германского короля Альбрехта I. В 1298 году Оттон принял участие в неудачной для него битве с Альбрехтом, но получил ранение, а Адольф погиб.
Став королём Альбрехт отнял у Оттона крепости, прежде подаренные Гогенштауфенами: Паркштайн и Вайден. В 1301 году Оттону была предложена корона Св. Иштвана, но он первоначально отказался из-за трудного внутреннего положения Венгрии. В это время он поддерживал принца Вацлава в борьбе против Альбрехта. В 1305 ему ещё раз предложили корону, новый чешский король Вацлав III (бывший король Венгрии Ласло V) уступил ему своё право на венгерский престол. На пути из Праги в Венгрию лежала принадлежащая Альбрехту Австрия, поэтому Оттон, переодетый купцом 11 ноября 1305 года прибыл в Пешт. 6 декабря того же года был коронован в Секешфехерваре королём Венгрии и Хорватии под именем Бела V.
Вся политика Оттона терпела неудачу. В 1307 году он был арестован приверженцами претендента на венгерский престол Карла Роберта Анжуйского и был доставлен к нему. В октябре 1307 года он передал права на престол Карлу Роберту. Затем он немного задержался у своего двоюродного брата Генриха фон Глогау, обручившись с его дочерью Агнессой. В феврале 1308 года он вернулся в Ландсхут, а 18 мая 1309 года женился на Агнессе.
Конфликт с Габсбургами, приведший в 1310 году к опустошению баварского города Бургхаузен, закончился 2 февраля 1311 года миром, подписанным в Зальцбурге. У Оттона начались большие финансовые трудности, в связи с чем он увеличил налоги. В разное время имел четырёх соправителей: Людвига III (1290—1296), Стефана I (1290—1309), Оттона IV (1309—1334), Генриха XIV (1309—1334).
Оттон умер 9 сентября 1312 года и был похоронен в главном монастыре Ландсхута.

## Семья и дети
Первым браком был женат Екатерине Габсбург, дочери германского короля Рудольфа I. От неё имел детей:
- Рудольф (1280—1280), умер в течение года после рождения
- Генрих (1280—1280), умер в течение года после рождения

Второй раз женился на двоюродной племяннице Агнессе Глогувской. Имел детей:
- Агнесса (1310—1360)
- Генрих XV (1312—1333), герцог Баварский